# Retrophyllum minor
Pour les articles homonymes, voir Bois bouchon.
Espèce
Statut de conservation UICN

 EN B1ab(iii,v)+2ab(iii,v); C2a(i) : En danger
Retrophyllum minor, appelé "Bois-bouchon", est une espèce de conifères du genre Retrophyllum endémique de Nouvelle-Calédonie.

## Description

### Aspect général
Cette espèce se présente comme un arbrisseau ou un arbuste au tronc très évasé vers le bas, effilé vers le haut.

### Bois
Le bois est formé d'une structure très aérée, formée par de minces lamelles séparées de couches d'air (dans le bois sec) ou d'eau (dans le bois vert).
Il est très peu dense, ce qui explique le nom vernaculaire de l'espèce.

## Répartition
Cette espèce ne se trouve qu'en Nouvelle-Calédonie, dans le Sud de la Grande Terre, dans la Plaine des Lacs et ses environs immédiats.

## Statut UICN
Cet arbre est considéré en danger par l'UICN. Son habitat est notamment menacé par les feux de brousse.